# 泉洋藤太郎
泉洋 藤太郎（いずみなだ とうたろう、1896年1月4日 - 1937年12月17日）は、現在の大阪府高石市出身で井筒部屋、猪名川部屋、再度井筒部屋に所属した力士。本名は山条 藤太郎（やまじょう とうたろう）。176cm、105kg。最高位は西前頭7枚目。得意手は右四つ、寄り、押し。

## 来歴
1912年1月場所に井筒部屋より初土俵を踏むが、番付につく前に、すぐに大坂の猪名川部屋に移籍する。その後、1916年5月場所に東京に復帰し、幕下付出で再登場した。1922年1月場所に十両昇進。1926年5月場所に新入幕、上位にはあがれず1928年1月場所に廃業した。

## 主な成績
- 通算成績：85勝73敗18休（東京のみ） 勝率.538
- 幕内成績：25勝28敗13休 勝率.472
- 現役在位：26場所
- 幕内在位：6場所

### 場所別成績
| 1912年 （明治45年） | x                        | x                | （前相撲）         | x               |
| 1913年 （大正2年） | x                        | x                | x                  | x               |
| 1914年 （大正3年） | x                        | x                | x                  | x               |
| 1915年 （大正4年） | x                        | x                | x                  | x               |
| 1916年 （大正5年） | x                        | x                | 幕下 2–2–1         | x               |
| 1917年 （大正6年） | 東幕下53枚目 2–3         | x                | 東三段目5枚目 4–1  | x               |
| 1918年 （大正7年） | 西幕下31枚目 4–1         | x                | 東幕下7枚目 2–1–2  | x               |
| 1919年 （大正8年） | 東幕下5枚目 2–3          | x                | 東幕下12枚目 2–3   | x               |
| 1920年 （大正9年） | 東幕下19枚目 1–2–2       | x                | 東幕下35枚目 3–2   | x               |
| 1921年 （大正10年） | 東幕下22枚目 4–1         | x                | 東幕下2枚目 4–1    | x               |
| 1922年 （大正11年） | 東十両9枚目 2–3          | x                | 西幕下筆頭 3–2     | x               |
| 1923年 （大正12年） | 西十両9枚目 4–2          | x                | 西十両7枚目 3–3    | x               |
| 1924年 （大正13年） | 西十両7枚目 2–3          | x                | 東十両11枚目 3–3   | x               |
| 1925年 （大正14年） | 西十両6枚目 2–4          | x                | 西十両15枚目 4–2   | x               |
| 1926年 （大正15年） | 西十両4枚目 7–3          | x                | 西前頭14枚目 5–4–2 | x               |
| 1927年 （昭和2年） | 東前頭15枚目 6–5         | 東前頭15枚目 7–4 | 東前頭9枚目 4–7    | 西前頭7枚目 3–8 |
| 1928年 （昭和3年） | 西前頭12枚目 引退 0–0–11 | x                | x                  | x               |
| 各欄の数字は、「勝ち-負け-休場」を示す。 優勝 引退 休場 十両 幕下 三賞：敢=敢闘賞、殊=殊勲賞、技=技能賞 その他：★=金星 番付階級：幕内 - 十両 - 幕下 - 三段目 - 序二段 - 序ノ口 幕内序列：横綱 - 大関 - 関脇 - 小結 - 前頭（「#数字」は各位内の序列） |                          |                  |                    |                 |

## 改名歴
- 朝ノ森 藤太郎（あさのもり とうたろう、1912年1月場所 - 1912年5月場所、大坂）
- 駒泉 藤太郎（こまいずみ とうたろう、1913年1月場所 - 1915年6月場所）
- 朝ノ森 藤太郎（あさのもり とうたろう、1916年1月場所 - 1916年5月場所）
- 泉洋 藤太郎（いずみなだ とうたろう、1916年5月場所中 - 1920年1月場所、東京）
- 朝ノ森 藤太郎（あさのもり とうたろう、1920年5月場所 - 1921年1月場所）
- 浅ノ森 藤太郎（あさのもり とうたろう、1921年5月場所 - 1923年1月場所）
- 朝ノ森 藤太郎（あさのもり とうたろう、1923年5月場所）
- 泉洋 藤太郎（いずみなだ とうたろう、1924年1月場所 - 1928年1月場所）